# NGC 1422
NGC 1422 في الفهرس العام الجديد، هي مجرة، تقع في كوكبة النهر. اكتشفت في 19 نوفمبر 1886 بواسطة فرانسيس بريسيرفد ليفنوورث.

## روابط خارجية
- NGC 1422 على موقع ويكي سكاي: DSS2, SDSS, GALEX, IRAS, Hydrogen α, X-Ray, Astrophoto, Sky Map, Articles and images